# Vera Dreyfus-de Gunzburg
Vera Dreyfus-de Gunzburg (geb. 15. November 1898 in St. Petersburg; gest. 1. Juni 1972 in Basel) war eine Schweizer Flüchtlingshelferin, Frauenrechtlerin und Mitglied der jüdisch-russischen Bankiersfamilie Günzburg.

## Leben
Vera Dreyfus-de Gunzburg war eine Tochter des Bankiers Alexander von Günzburg. Sie wuchs in St. Petersburg auf, flüchtete nach der Februarrevolution 1917 nach Paris und lebte ab 1923 in Basel. Während des Zweiten Weltkriegs setzte sie sich mit ihrem Mann, dem Schweizer Bankier Paul Dreyfus, für jüdische Flüchtlinge ein. Sie engagierte sich zudem im Vorstand des Verbands Schweizerischer Jüdischer Fürsorgen. Von 1949 bis 1966 war sie Präsidentin des Bundes Schweizerisch Jüdischer Frauenorganisationen (BSJF) und von 1957 bis 1968 Vorstandsmitglied des Bundes Schweizer Frauenorganisationen (BSF). Von 1968 bis 1972 war Dreyfus-de Gunzburg Verwaltungsratsmitglied der Schweizer Privatbank Dreyfus Söhne & Cie in Basel.